# St. Brigida (Preith)

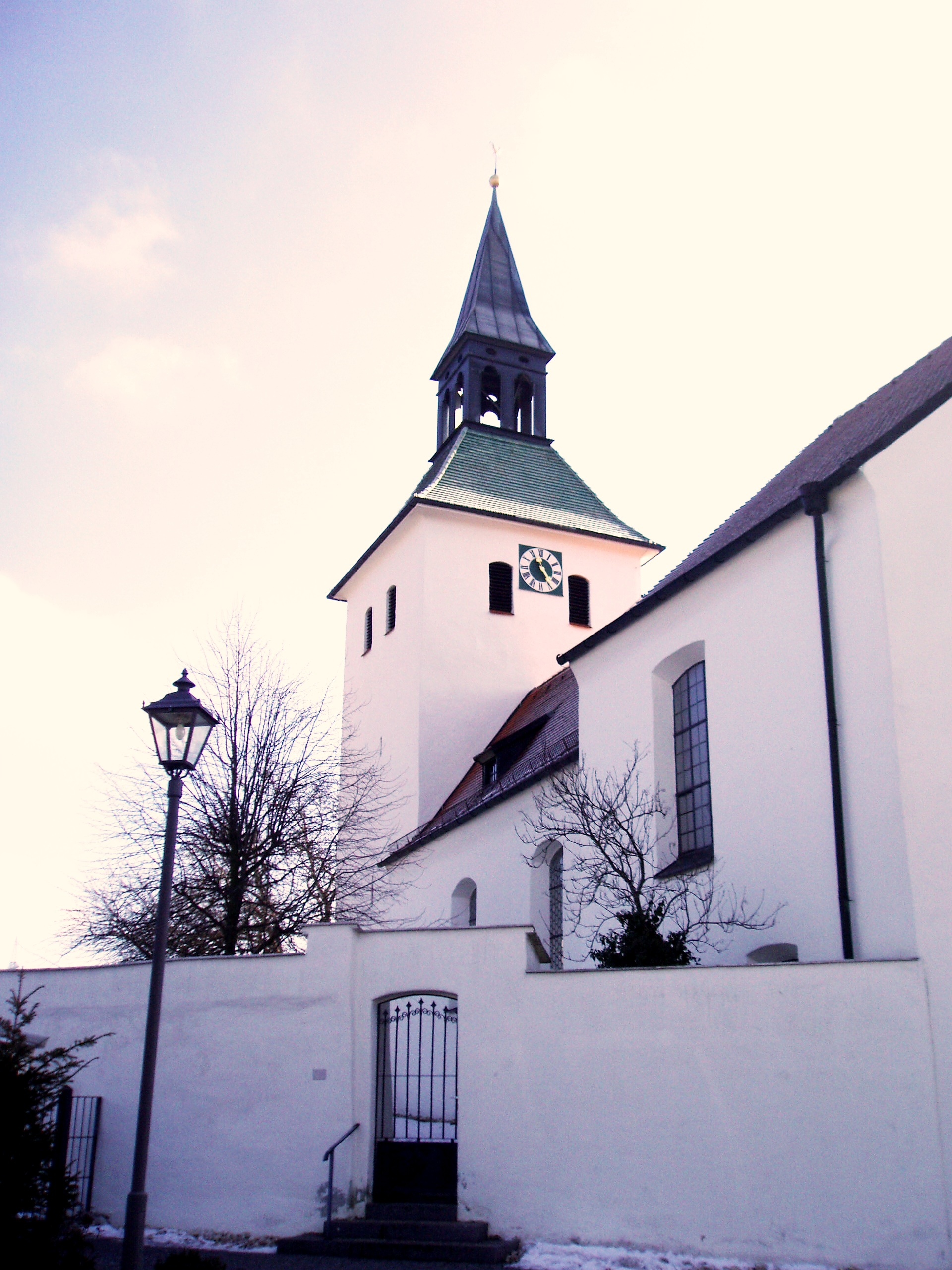
Wehrkirche von Preith

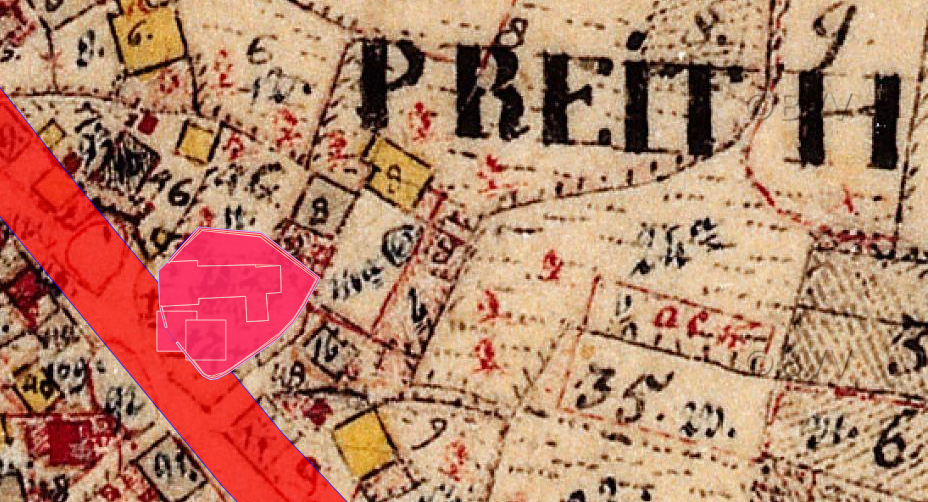
Lageplan von St. Brigida (Preith) auf dem Urkataster von Bayern

Die Wehrkirche St. Brigida ist die Pfarrkirche von Preith (Römerstraße  35), einem Ortsteil der Gemeinde Pollenfeld im Landkreis Eichstätt in Bayern. Die Anlage ist unter der Aktennummer D-1-76-155-8 als denkmalgeschütztes Baudenkmal von Preith verzeichnet. Ebenso wird sie als Bodendenkmal unter der Aktennummer D-1-7033-0160 im Bayernatlas als „untertägige mittelalterliche und frühneuzeitliche Teile im Bereich der Kath. Pfarrkirche St. Brigida in Preith“ geführt.

## Geschichte
Die Kirche wurde vermutlich ursprünglich im 12. Jahrhundert von Mönchen des Eichstätter Schottenklosters errichtet. Der Ritter Heinrich von Muhr zu Konstein verkaufte 1302 unter anderem das Recht zur Besetzung der Pfarrstelle an das Eichstätter Domkapitel. 1466 erwarb das Kloster St. Walburg den Ort samt den Patronatsrechten für die Kirche. Mit der Säkularisation im Jahre 1806 wurden alle kirchlichen Güter verstaatlicht.
Von der ehemaligen Wehrkirche, die vermutlich auch als Fliehburg für die Ortsbevölkerung diente, stammt noch das mittelalterliche Turmuntergeschoss. Umgeben wird die barocke Kirche von der spätmittelalterlichen Ringmauer, der früheren Friedhofsbefestigung, mit einem zweigeschossigen Torturm, der über zwei Schlüsselscharten verfügt sowie Steinpfannen für das Tor. Die Friedhofsbefestigung, eine für den Raum Eichstätt typische Wehranlage, entstand vermutlich im 13. Jahrhundert.
Die Preither Wehrkirche wurde im Jahr 2005 umfassend saniert.

## Beschreibung

### Denkmalliste
Die Kirche wird in der Liste der Baudenkmäler in der oberbayerischen Gemeinde Pollenfeld (Akten-Nr. D-1-76-155-8) folgendermaßen beschrieben:
- Mittelalterliche Chorturmanlage, Saalkirche mit Steildach, Langhaus barock verändert um 1728, 1935 erweitert, Turmuntergeschoss mittelalterlich, Obergeschoss barock; mit Ausstattung
- Friedhofsbefestigung, Ringmauer mit Torturm, zweigeschossiger Satteldachbau, spätmittelalterlich
- neobarocker Grabstein Beck sowie zahlreiche Grabsteine des 18. und 19. Jahrhunderts im Friedhof

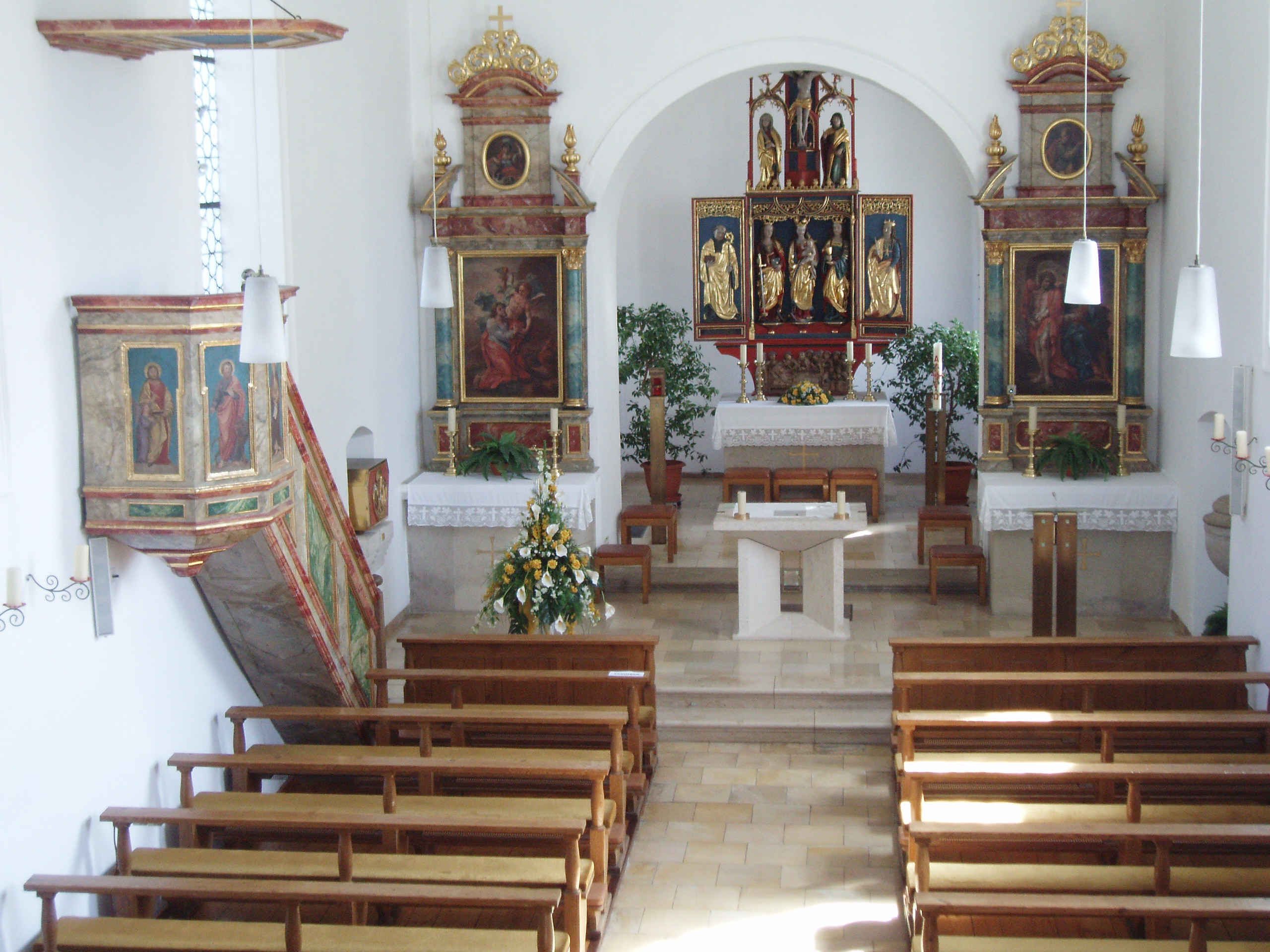
Blick in die Wehrkirche St. Brigida

### Ausstattung der Kirche
Die Ausstattung der Kirche umfasst einen Hochaltarschrein von 1510/20, der wohl aus dem Kloster St. Walburg stammt und einen Barockaltar von 1727 ersetzte, der heute in der Wallfahrtskirche von Freystadt in der Oberpfalz steht. Dessen Altarbild in Öl von 1700 verblieb aber in Preith und hängt an der Nordwand des Langhauses. Es zeigt die Kirchenpatronin und die Eichstätter Diözesanheiligen Willibald und Walburga. Der Hochaltar hat als Figurenschmuck Katharina von Alexandrien, Maria mit dem Jesuskind, Barbara, Apollonia und Otmar, die beiden Letzteren als Halbplastiken, und an der Außenseite Gemälde, die die Heiligen Barbara und Apollonia sowie zwei Szenen aus der Katharinenlegende zeigen. Vor dem Hochaltar steht ein Holzrelief „Tod Mariens“ von ca. 1480.
Die beiden zweisäuligen Seitenaltäre aus der Zeit um 1700 mit späteren Altarblättern um 1870 von Alois Süßmeier, die Kanzel mit polygonem Korpus mit Evangelistenbildern von Süßmeier und die Rosenkranzmadonna sind Barockschöpfungen. Eine Plastik der Kirchenpatronin von etwa 1500 steht an der südlichen Langhauswand. Die Orgel aus dem Jahr 1985 wurde von der  Orgelbaufirma WRK (Wendhack, Redeker, Kreuzer) in München gebaut. 1953 wurden nach den Verlusten in den Weltkriegen drei neue Glocken von der Heidelberger Glockengießerei Friedrich Wilhelm Schilling gefertigt: die kleine Papstglocke, die mittlere Dreifaltigkeitsglocke und die große Marienglocke.

## Pfarrgemeinde
Die Pfarrei umfasste zum 1. Juni 2008 792 Katholiken. Zu ihr gehört ein Kindergarten sowie die Wendelinkapelle an der Staatsstraße 2225 und die Marienkapelle nördlich von Preith im Flurbereich „Taläcker“.